# Facel Vega HK 500
La Facel-Vega HK 500 (type HK puis HK1) est une voiture française de grand tourisme produite par Facel-Vega entre 1958 et 1961.
Elle est l'ultime évolution de la série des coupés FV démarrée en 1954.
La dénomination HK 500 provient de son rapport poids/puissance de 5 kg par cv, exceptionnel pour l'époque.
Véritable réussite commerciale, elle sera produite à 490 exemplaires jusqu’en mai 1961, s'effaçant ensuite au profit de la Facel II.

## Historique
Présentée au Salon de Paris en octobre 1958 (la production ayant commencé en mai de la même année), elle apparaît comme la plus aboutie des Facel Vega à moteur V8.
La principale nouveauté se situe sous le capot. La HK 500 adopte dès sa sortie, un bloc moteur Chrysler V8 de 5,9 litres (361ci) développant 360 ch réels avec une boîte mécanique ou 335 ch réels avec la boîte automatique TorqueFlite.
Afin de « dompter » cette puissance, la HK 500 est la première Facel Vega à adopter des freins à disques Dunlop sur les quatre roues. Tout d'abord disponibles en option à partir de 1960, ces freins sont montés en série sur le type HK1 au mois de mars suivant.
Parmi les options figurent également la direction assistée, les vitres teintées, le système d'air conditionné et un jeu de valises sur mesure. La voiture  est également la première de la marque disponible avec la conduite à droite.

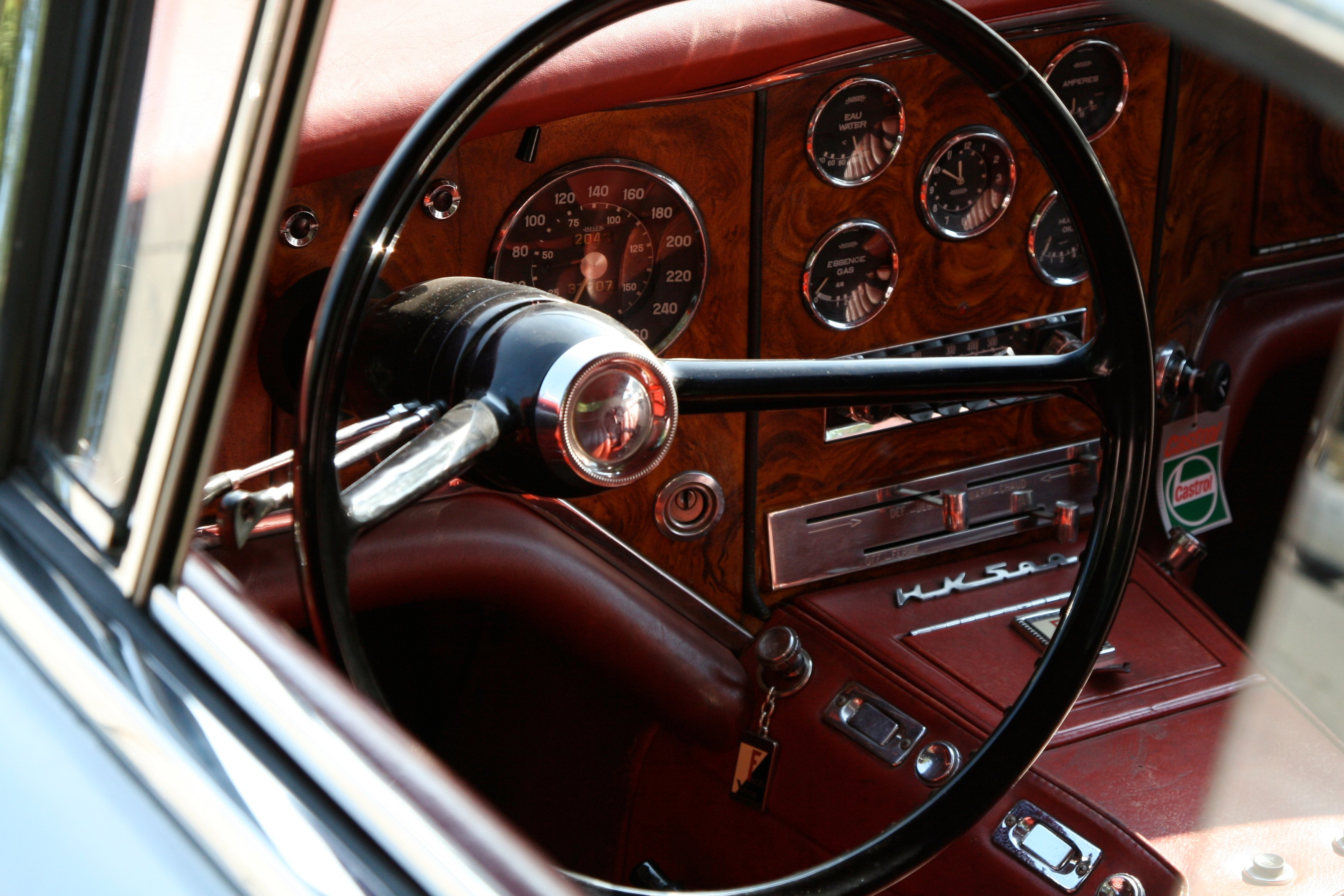
Intérieur de la HK 500 (côté conducteur).

Le journaliste et pilote Paul Frère est chronométré au volant d’une HK 500 à 237,154 km/h sur une autoroute près d’Anvers le 26 octobre 1960, performance authentifiée par le Royal Automobile Club de Belgique. Les pilotes Stirling Moss et Maurice Trintignant ont fait de la HK 500 leur voiture personnelle.